# 麥國輝
麥國輝（英語：Mak Kwok Fai，1979年1月26日—），香港男子橋牌選手。曾多次代表香港參加國際賽，包括2003年世界青少年橋牌團體錦標賽、2004年世界奧林匹克團體賽、2005年世界青少年橋牌團體錦標賽、2006年亞太橋牌錦標賽、2007年亞太橋牌錦標賽、2010年亞洲盃橋牌錦標賽、2011年亞太橋牌錦標賽、2015年亞太橋牌錦標賽、2018年亞洲盃橋牌錦標賽、2018年雅加達亞運、2019年亞太橋牌錦標賽、2019年世界橋牌團體錦標賽、2022年亞洲盃橋牌錦標賽。

## 簡歷
2018年8月，麥國輝代表中國香港參加2018年亞洲運動會橋牌比賽，與單偉彪、溫兆裘、黎偉傑、吳子翔和劉碧堅合作贏得男子團體賽銀牌。